# Maikaze
Le Maikaze (舞風, « Vent dansant » en japonais) est un destroyer de classe Kagerō de la marine impériale japonaise pendant la Seconde Guerre mondiale.
Le 17 février 1944, à la suite de l'opération Hailstone, le Maikaze, le croiseur Katori et le croiseur auxiliaire Akagi Maru (en) sont coulés par des tirs des croiseurs USS Minneapolis, USS New Orleans et du cuirassé USS New Jersey au nord-ouest de îles Truk.